# 武汉大学出版社
武汉大学出版社是中华人民共和国的一家出版社，成立于1981年12月21日，社址位于湖北省武汉市，由中华人民共和国教育部主管，武汉大学主办。